# María Angélica Barreda
Maria Angélica Barreda tornou-se em 1910 a primeira mulher aprovada para exercer a advocacia na Argentina. Barreda graduou-se em Direito pela Universidade Nacional de La Plata em 1909.